# Christopher Robin Milne

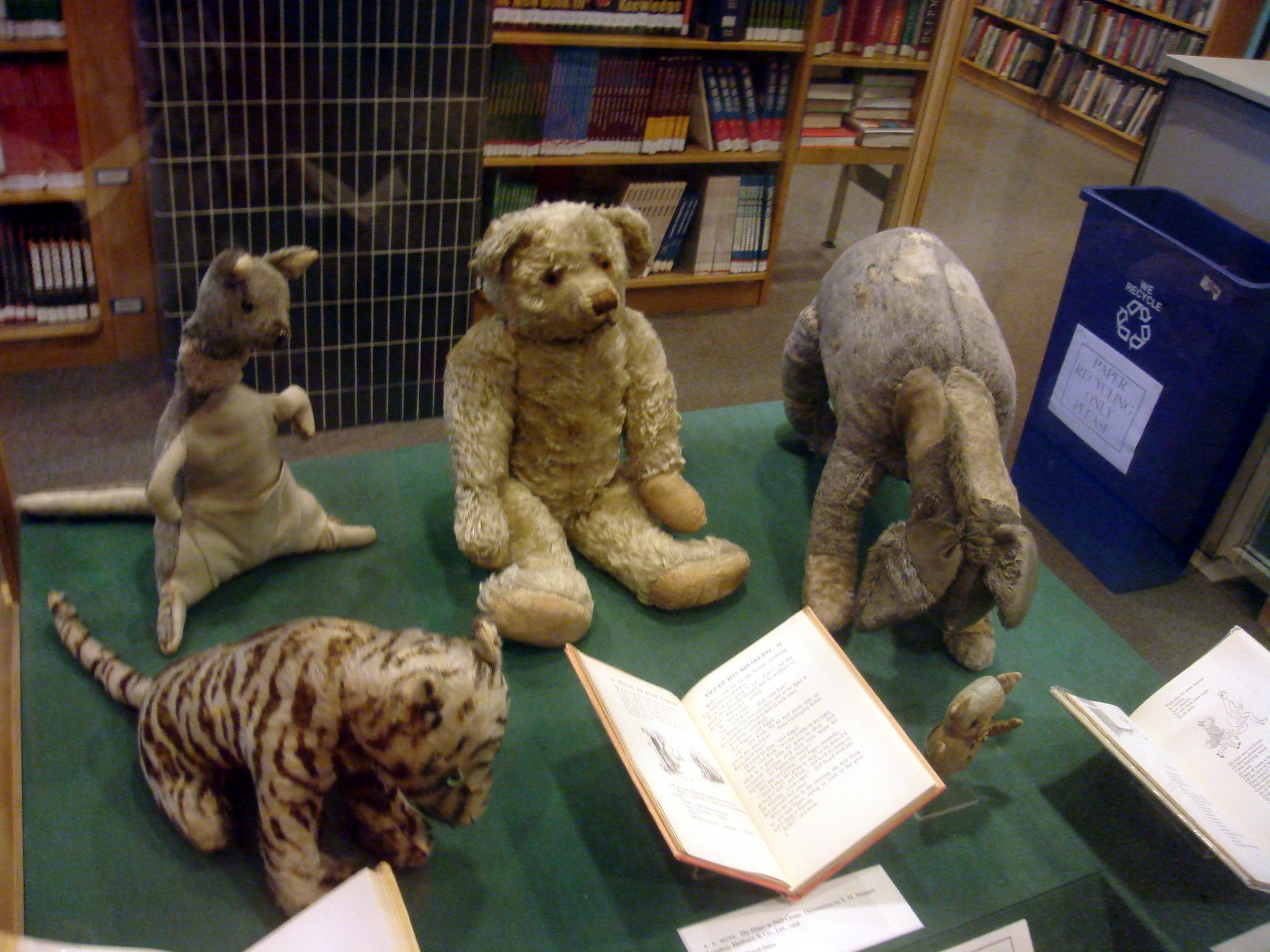
Die originalen Stofftiere des Christopher Robin Milne in der New York Public Library.

Christopher Robin Milne (* 21. August 1920 in Chelsea, London; † 20. April 1996 in Totnes, Devon) war ein britischer Autor und als Sohn von A. A. Milne Vorbild für die literarische Figur Christopher Robin in den Büchern um Pu den Bären.

## Leben

### Kindheit

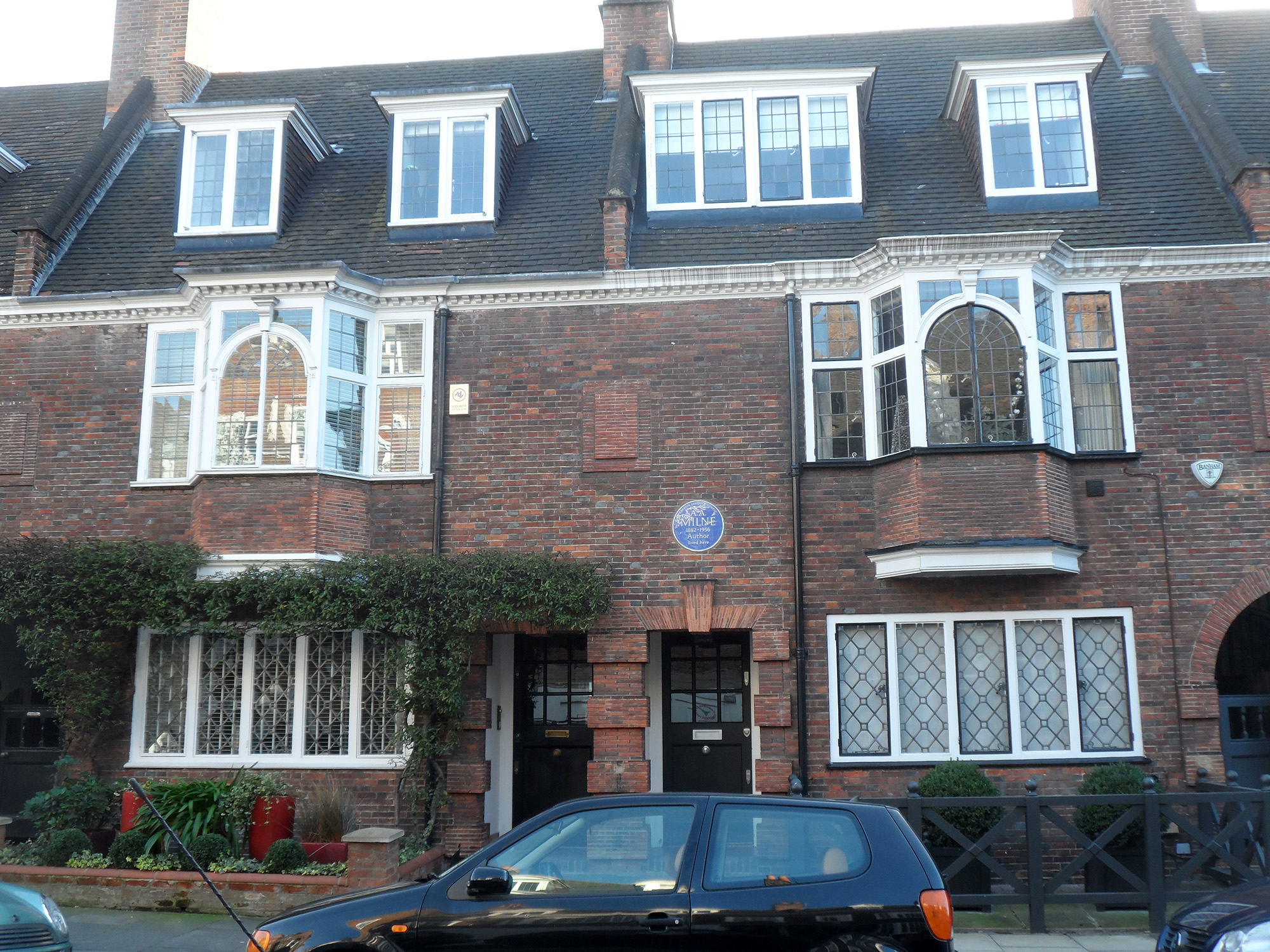
11 Mallord Street: Das Geburtshaus von Christopher Robin Milne.

Christopher Robin Milne wurde am Morgen des 21. August 1920 in der 11 Mallord Street in Chelsea, London geboren. Sein Vater war Autor und Mitherausgeber der Satirezeitschrift Punch A. A. Milne (1882–1956), seine Mutter hieß Daphne de Sélincourt (1880–1971).  
Wie damals üblich, wurde Christopher Robin Milne von einer Nanny, Olive „Nou“ Brookwill, aufgezogen. Er lebte mit ihr in „einem großen Kinderzimmer im obersten Stockwerk“. Er verbrachte den Großteil seiner Kindheit in ihrer Obhut, bis er ab Mai 1930 die Internatsschule besuchte. Seine Eltern bekam er hingegen selten zu Gesicht und verbrachte wenig Zeit mit ihnen.  
Eigentlich hatten sich seine Eltern auf eine Tochter namens Rosemary gefreut. Gerufen wurde Christopher Robin zunächst „Billy“, später „Moon“, da er seinen Nachnamen so aussprach. 
Zu seinem ersten Geburtstag erhielt er einen Teddybären der Marke Alpha Farnell, gekauft bei Harrods, und er nannte ihn Edward. Er und der Bär Winnipeg aus dem Londoner Zoo sowie ein Schwan namens Pu waren die Vorbilder für den Buch-Charakter Winnie-der-Pu (englisch Winnie-the-Pooh).
Milne bezeichnete sich selbst als damals „sehr schüchtern“ und aufgrund seiner Frisur sowie seiner Kleidung „mädchenhaft“. Er konnte gut handwerken.

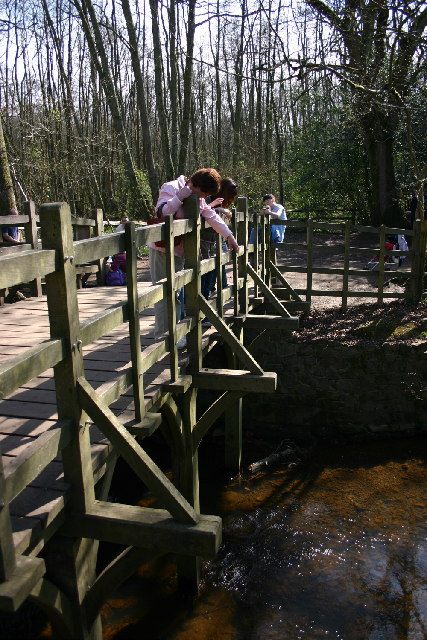
Pustöckchen-Brücke über dem Fluss Medway im Ashdown Forest.

1925 kaufte Milnes Vater Cotchford Farm, ein Landhaus bei Hartfield in Sussex. Ihre Sommer, Ostern, Ferien und Wochenenden verbrachten sie dort. Das Landhaus lag nahe dem Naturschutzgebiet Ashdown Forest, dessen Landschaft Milne zum Hundert-Morgen-Wald, dem Wohnort von Pu den Bären, inspirierte. Die Charaktere Ferkel, I-Ah, Känga und Klein-Ruh sowie Tiger (auch Tieger) basierten ebenfalls auf Stofftieren. Kaninchen und Eule (auch Oile) hatten A. A. Milne bzw. seine Frau Daphne und Christopher Robin, inspiriert durch die dort lebenden Tiere, dazuerfunden. Auch Orte im Hundert-Morgen-Wald (basierend auf dem Waldstück 500 Acre Wood), basieren auf realen Plätzen im Ashdown Forest. Gills Lap wurde zu Galleon’s Lap (Gideons Nadelöhr), ein paar Tannen in der Nähe der Cotchford Farm wurden zu den Six Pine trees, und ein alter Nussbaum wurde zu Pus Haus. Eine Brücke über den Fluss Medway kommt als Pustöckchen-Brücke vor. Känga und Klein-Ruh tauchen erst in späteren Kapiteln der Bücher und Tiger erst in Pu baut ein Haus auf, da sie spätere Geschenke von Milnes Eltern waren. Milne selbst beschrieb Cotchford Farm so: So there we were in 1925 with a cottage, a little bit of garden, a lot of jungle, two fields, a river and then all the green, hilly countryside beyond, meadows and woods, waiting to be explored. (So hatten wir 1925 ein Cottage, ein bisschen Garten, viel Dschungel, zwei Felder, einen Fluss und dann all die grüne, hügelige Landschaft dahinter, Wiesen und Wälder, die darauf warteten, entdeckt zu werden.)
1926 veröffentlichte sein Vater Pu der Bär, 1928 Pu baut ein Haus. Plötzlich war Christopher Robin Milne berühmt. Er genoss zunächst den Ruhm und das Gefühl, bekannt zu sein. Nachdem seine Nanny 1930 die Farm verlassen hatte, wuchs die Beziehung zu seinem Vater in den kommenden zehn Jahren.

### Schulische Ausbildung
Ab dem Alter von sechs Jahren besuchte Christopher die Miss Walters' Schule. Ab Januar 1929 besuchte er Gibbs, eine Jungenschule am Sloane Square. Ab Mai 1930 besuchte Milne die Boxgrove School in der Nähe von Guildford. Auf dem Internat wurde Milne schikaniert, da einige seiner Mitschüler neidisch auf ihn waren. Schließlich erhielt Christopher Robin 1939 ein Mathematikstipendium an der Stowe School. Im August 1942 verließ er schließlich die Cotchford Farm, um in Cambridge Mathematik zu studieren.

### Späteres Leben
1941, nach dem Ausbruch des Zweiten Weltkriegs, brach Milne sein Studium in Cambridge ab – er wollte der Armee beitreten, bestand jedoch zunächst die medizinische Untersuchung nicht. Sein Vater konnte durch Beziehungen Christopher eine Position als Pionier bei den Royal Engineers verschaffen. Nach dem Krieg kehrte er nach Cambridge zurück und machte einen Abschluss in englischer Literatur, denn er wollte Schriftsteller werden. Doch dieser Berufswunsch wurde ihm verwehrt, da im England der Nachkriegszeit keine Literatur von einer „Kinderbuchfigur benötigt wurde“.
Christopher heiratete am 24. Juli 1948 seine Cousine Lesley de Sélincourt; seine Eltern missbilligten die Hochzeit. 1951 zogen Milne und seine Frau nach Dartmouth, wo sie am 25. August den Harbour Bookshop gründeten. Seine Mutter war darüber sehr verwundert, da ihr Sohn so viele Pu-Fans treffen und von ihnen belästigt werden würde.
Milne besuchte gelegentlich seinen Vater, nachdem dieser krank geworden war, aber nachdem sein Vater gestorben war, sah er seine Mutter bis zu ihrem Tod 1971 nicht mehr; selbst als sie auf ihrem Totenbett war, weigerte sie sich, ihren Sohn zu sehen. Einige Monate nach dem Tod seines Vaters im Jahr 1956 wurde Milnes Tochter Clare geboren. Diese litt an schwerer Zerebralparese. Später leitete sie eine Wohltätigkeitsorganisation für Behinderte namens Clare Milne Trust und starb 2012.
Nach dem Tod seines Vaters 1956 kehrte Christopher nie mehr zur Cotchford Farm zurück. Seine Mutter verkaufte schließlich die Farm und zog nach der Beseitigung der persönlichen Besitztümer ihres Mannes nach London zurück. Milne schrieb mehrere Bücher, in denen er seine Kindheit, die Beziehung zu seinen Eltern und zu den Büchern schilderte. Da man ihn immer nur als Junge in den Pu-Büchern sah, fühlte er sich in einer „ewigen Kindheit gefangen“. Daher begann der schüchterne und scheue Mann, die Bücher und seine Eltern zu hassen. 
Milne schenkte dem Herausgeber der Bücher 1987 die originalen Stofftiere, die dieser wiederum der New York Public Library spendete, wo sie bis heute zu besichtigen sind. Milne lehnte die Kommerzialisierung des Franchise Winnie Puuh ab, scheint sich aber dennoch mit seinen Eltern und den Büchern ausgesöhnt zu haben. Er arbeitete zurückgezogen als Tischler und Buchhändler in Devon.
Nach einem längeren Leiden an Myasthenia gravis verstarb Milne am 20. April 1996 in Totnes in Devon im Alter von 75 Jahren.

## Werke (Auswahl)
- The Enchanted Places. Methuen, 1974, ISBN 978-0-14-003449-3.
- Path Through the Trees. Dutton, 1979, ISBN 978-0-525-17630-5.
- Hollow on the Hill. Methuen, 1982, ISBN 978-0-413-51270-3.
- The Windfall. Methuen, 1985, ISBN 0-413-58960-9.
- The Open Garden. Methuen, 1988, ISBN 0-413-40800-0.